# Kościół św. Jana Kantego w Niegosławiu
Kościół pw. św. Jana Kantego w Niegosławiu – żelbetowy, modernistyczny kościół we wsi Niegosław, w gminie Drezdenko, w województwie lubuskim. Istnieje przy nim parafia św. Jana Kantego.

## Historia i architektura
Pierwszą świątynię wybudowano wraz z założeniem wsi w 1763. Służyła ona protestanckim kolonizatorom osadzonym tutaj przez Fryderyka II. Był to obiekt szachulcowy z drewnianą dzwonnicą (14,5 metra wysokości) krytą dachem czterospadowym i kopułą. Nad świątynią (nawą) istniał dach dwuspadowy. Całość była kryta dachówką karpiówką. Obiekt ten służył protestantom do czasu wysiedlenia w 1945. Po II wojnie światowej przejęli go katolicy. Świątynia spłonęła 3 listopada 1971. Zastąpiona została przez obecną - modernistyczną. Poświęcił ją bp Wilhelm Pluta 6 września 1981. W prezbiterium znajduje się obraz św. Jana Kantego, namalowany na płótnie (1978) przez Alojzego Golda z Rudy Śląskiej.